# مجال جوي محظور
المجال الجوي المحظور (Prohibited airspace) يشير إلى منطقة (حجم) من المجال الجوي لا يُسمح فيها بطيران لطائرة، عادة بسبب مخاوف أمنية. وهي واحدة من أنواع عديدة من تسميات المجال الجوي ذات الاستخدام الخاص، وهي موصوفة على خرائط الطيران بالحرف "P" متبوعًا برقم تسلسلي. وهو يختلف عن المجال الجوي المقيد في أن هذا الدخول ممنوع عادة في جميع الأوقات من جميع الطائرات ولا يخضع لتصريح من المراقبة الجوية (ATC) أو هيئة التحكم في المجال الجوي.
وفقًا لإدارة الطيران الفيدرالية الأمريكية (FAA): «تحتوي المناطق المحظورة على فضاء جوي ذي أبعاد محددة تحددها منطقة على سطح الأرض يُحظر داخلها طيران الطائرات. يتم إنشاء هذه المناطق لأسباب أمنية أو لأسباب أخرى مرتبطة بالمصالح الوطنية. يتم نشر هذه المناطق في السجل الفيدرالي وهي موضحة في خرائط الطيران».

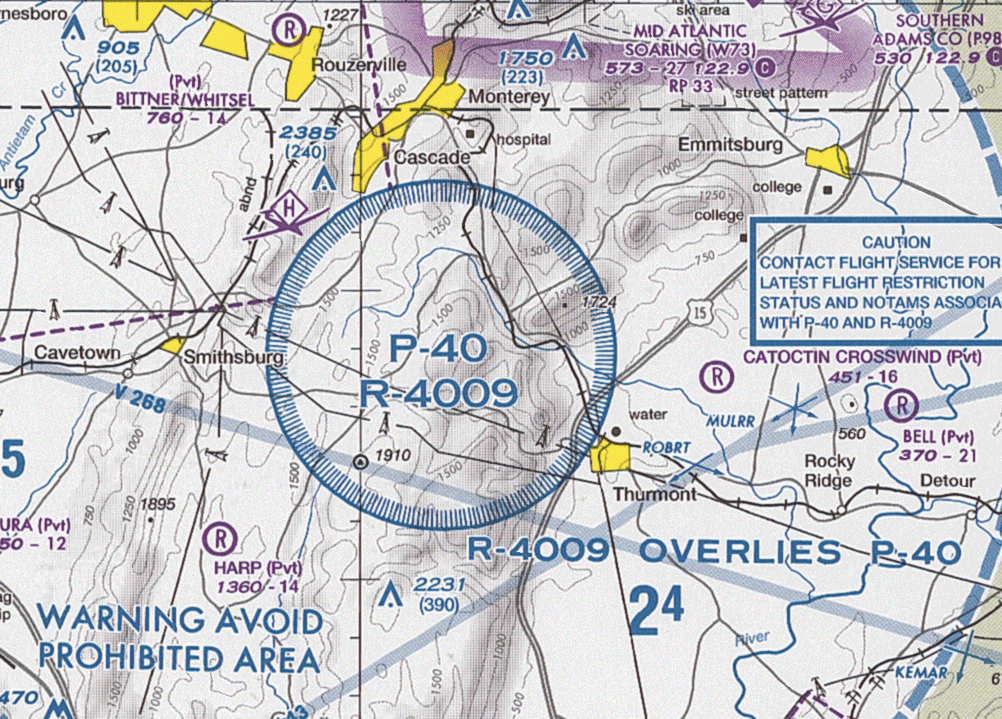
جزء من مخطط منطقة المحطة، يُظهر المجال الجوي المحظور / المقيد المحيط بكامب ديفيد

قد يتم استكمال بعض المجالات الجوية المحظورة عبر نوتام. على سبيل المثال، غالبًا ما تحتوي المنطقة المحظورة 40 (P-40) والمنطقة المقيدة 4009 (R4009) على مجال جوي إضافي مقيد عبر نوتام عندما يزور رئيس الولايات المتحدة كامب ديفيد في ماريلاند، بينما عادةً ما يكون المجال الجوي خارج (P-40) و (R4009) غير محظور / مقيد.
قد يؤدي انتهاك المجال الجوي المحظور الذي تم إنشاؤه لأغراض الأمن القومي إلى اعتراض عسكري و / أو احتمال هجوم على الطائرة المخالفة، أو إذا تم تجنب ذلك، فغالبًا ما يتم فرض غرامات كبيرة ومدة في السجن. غالبًا ما يتم تحذير الطائرات التي تنتهك المجال الجوي المحظور أو على وشك انتهاكه مسبقًا على الرقم 121.5 ميغاهيرتز، تردد الطوارئ للطائرات.

## قائمة المجالات الجوية المحظورة
اعتبارا من مارس 2015:

### أستراليا
- لا يوجد في أستراليا حاليًا أي مجال جوي محظور.[1] في السابق، تم تعيين مرفق الدفاع المشترك باين غاب بالقرب من أليس سبرينغز كمنطقة حظر طيران دائم. تم تغيير هذا المجال الجوي منذ ذلك الحين إلى منطقة محظورة (RA3).

### الصين
- ساحة تيانانمن
- أي شركة طيران تحلق فوق الصين من أوروبا لتطير إلى تايوان باستثناء الخطوط الجوية البريطانية والخطوط الجوية الملكية الهولندية والخطوط الجوية الفرنسية.[2]

### كوبا
- يُحظر على الطائرات الأجنبية غير المجدولة دخول المجال الجوي الكوبي أو التعدي عليه، بما في ذلك مناطق المياه الدولية المتنازع عليها إلا إذا كانت الحكومة الكوبية قد أعطت الإذن صراحة بذلك. من المعروف أن الجيش الكوبي يقوم بإسقاط وتدمير طائرات غير مصرح بها دون سابق إنذار، بما في ذلك حادثة عام 1996 التي أسقطت فيها طائرتان مسجلتان في الولايات المتحدة ودمرت بواسطة طائرات ميy التابعة للقوات الجوية الكوبية.[3]

### فنلندا
- محطة لوفيسا للطاقة النووية، لوفيسا[4]
- محطة أولكيلوتو للطاقة النووية، يوراجوكي[4]
- مصفاة نفط كيلبيلاهتي، بورفو[4]
- مونكينيمي، هلسنكي[4]
- كروونهاكا، هلسنكي[4]
- ميلاهتي، هلسنكي[4]
- لوننونما، نانتالي [4]
- محطة هانهيكيفي للطاقة النووية، فيهايوكي[4]

### فرنسا
- كل حركة المرور ممنوعة فوق باريس. تشمل الاستثناءات الطائرات العسكرية والطائرات المدنية التي تحلق على مسافة لا تقل عن 6,500 قدم (2,000 م).[5] يتم منح التراخيص إما من قبل وزارة الدفاع، للطائرات العسكرية، أو من قبل شرطة باريس والمديرية العامة للطيران المدني للطائرات المدنية. علاوة على ذلك، يُحظر أيضًا تحليق المروحيات داخل حدود باريس (المعينة بوليفارد بيريفيريك). يمكن أن تمنح محافظة الشرطة تصريحًا خاصًا لطائرات الهليكوبتر التي تقوم بمهام دقيقة مثل المراقبة الجوية للشرطة، والإسعاف الجوي، وكذلك نقل الشخصيات البارزة.
- على الرغم من أنه ليس داخل حدود باريس، فقد تم وضع المنطقة التجارية في لا ديفونس تحت المجال الجوي المحظور ردًا على أحداث 11 سبتمبر.[6]

### اليونان
- جميع حركة المرور ممنوعة فوق بارثينون تحت 5,000 قدم (1,500 م). يشمل ذلك الطائرات المغادرة من مطار الفثيريوس فينيزيلوس الدولي.

### هنغاريا
- بودابست (المدينة الداخلية وتلال بودا)
  - مبنى البرلمان المجري، بما في ذلك التاج المقدس للمجر المحمي بشدة
  - قلعة بودا، بما في ذلك قصر سندور (منزل الرئيس وعائلته)
  - البنك الوطني المجري
  - المتحف الوطني المجري
  - كنيسة القديس ستيفن، بما في ذلك الحق المقدس المحمي بشدة، اليد اليمنى للقديس ستيفن (مؤسس المجر)
  - القبو الذري F4
  - مفاعل الأبحاث التابع لمعهد الأكاديمية المجرية للعلوم المركزي للبحوث الفيزيائية في بودا هيلز
- باكس (منطقة حول محطة باكس للطاقة النووية)
- قواعد قوات الدفاع عن الوطن المجرية عبر البلاد (بما في ذلك قاعدة كيسكيميت الجوية، وقاعدة بابا الجوية، وقاعدة زولنوك الجوية)
- المتنزهات الوطنية ومنتجعات العطلات (بما في ذلك بحيرة بالاتون ومنتزه هورتوباجي الوطني)

### الهند
- راشتراباتي بهافان في دلهي.
- مبنى البرلمان، ومقر إقامة رئيس الوزراء، ومراكز مهمة أخرى في نيودلهي.
- تم تقييد المجال الجوي حول العديد من قواعد الدفاع والقوات الجوية الهندية، على الرغم من أن المقترحات الجديدة تقترح فتحها أمام الطائرات المدنية.
- معبد تيرومالا فينكاتيسوارا في ولاية تيروباتي بولاية أندرا براديش.
- معبد بادمانابهاسوامي في منطقة ثيروفانانثابورام بولاية كيرالا.
- تاج محل، أجرا، ولاية أوتار براديش، الهند
- برج الصمت، مومباي.
- مصفاة ماثورا
- مركز بهابها للبحوث الذرية
- محطة سريهاريكوتا الفضائية في ولاية أندرا براديش بمنطقة نيلور.
- منطقة حظر طيران نصف قطرها 10 كيلومترات فوق منشأة كالباكام النووية، تاميل نادو. كل نشاط الطيران يصل إلى 10,000 قدم (3,000 م) فوق منطقة كالباكام محظور.[9][10]
- المعبد الذهبي في أمريتسار، البنجاب، الهند

### أيرلندا
- سجن بورتلاواز
- سجن ليمريك
- كوراغ كامب
- فينيكس بارك
- سجن ماونت جوي[11]

### إسرائيل
- مركز النقب للأبحاث النووية
- قاعدة سدوت ميشا الجوية
- المسجد الأقصى

### باكستان
- إسلام أباد – تقع منطقة حظر الطيران على وجه التحديد على طول شارع الدستور في شمال شرق إسلام أباد، حيث توجد العديد من المباني الحكومية المهمة:
  - مبنى البرلمان
  - الرئاسة (مقر الرئيس)
  - مقر إقامة رئيس الوزراء
  - أمانة رئاسة مجلس الوزراء
  - المحكمة العليا
  - مختبرات أبحاث كاهوتا، المنشأة الباكستانية الرئيسية لتطوير الأسلحة النووية
  - مجمع خوشاب النووي

### بيرو
- ماتشو بيتشو

### روسيا
- مدينة موسكو.[12] يتم توجيه العديد من الرحلات بشكل منتظم عبر المناطق الخارجية لهذا المجال الجوي.

منذ 25 أكتوبر 2015، تم حظر الطائرات الأوكرانية من دخول المجال الجوي الروسي.

### المملكة العربية السعودية
- الحرم المكي[13]

### سيريلانكا
وفقًا للائحة 1 للملاحة الجوية (الدفاع الجوي) (2007)، تم إعلان المجال الجوي فوق الأراضي والمياه الإقليمية لسريلانكا (باستثناء منطقة روهونا للسماء المفتوحة) كمنطقة تعريف دفاع جوي (ADIZ) مع مناطق محظورة ومناطق محظورة داخلها. لا يجوز لأي طائرة أن تعمل في مناطق محظورة أو محظورة دون تصريح دفاع جوي ساري المفعول (ADC) من القوات الجوية السريلانكية (SLAF).
المناطق المحظورة هي،
- مدينة كولومبو 1 ميل بحري (1.9 كـم) مركز البرلمان - سري جاياواردنابورا كوتي
- مصفاة نفط سابوغاسكاندا (0.25 ميل بحري (0.46 كـم))
- خزانات البترول (Orugodawatta). (0.25 ميل بحري (0.46 كـم))
- مجمع كولوناوا لتخزين البترول (0.25 ميل بحري (0.46 كـم))

المناطق المحظورة هي،
- قواعد سلاح الجو السريلانكي SLAF Anuradhapura، SLAF Hingurakgoda، SLAF Vavuniya، SLAF Palaly و SLAF Sigiriya (5 ميل بحري (9.3 كـم))
- بلدة جافنا (5 ميل بحري (9.3 كـم))
- ميناء ترينكومالي (5 ميل بحري (9.3 كـم))
- SLAF China Bay (10 ميل بحري (19 كـم))
- بلدة دياتالاوا الحامية (2 ميل بحري (3.7 كـم))
- معبد السن، كاندي (2 ميل بحري (3.7 كـم) ؛ 6 ميل بحري (11 كـم))

### تايوان
- المنطقة المحيطة بالقاعة الرئاسية (總統府) وتايبيه 101، وكلاهما يقع في تايبيه.
- أجزاء من مضيق تايوان
- المنطقة المحيطة بمحطات الطاقة النووية في تايوان.

### تركيا
- جزيرة إمرالي[14]

### أوكرانيا
منذ 25 أكتوبر 2015، تم حظر حركة المرور على الطائرات الروسية.

### المملكة المتحدة
- موقع سيلافيلد النووي، كمبريا
- موقع وينفريث للأبحاث النووية
- تم تخفيض تصنيف مؤسسة أبحاث الطاقة الذرية Harwell الآن - انظر CAA في المملكة المتحدة
- RNAD Coulport / HMNB كلايد فاسلين
- مؤسسة دنري لتطوير الطاقة النووية
- قصر باكنغهام
- قلعة وندسور [15][16]
- مجلسي البرلمان
- داونينغ ستريت

### الولايات المتحدة
تصدر إدارة الطيران الفيدرالية (FAA) قيودًا مؤقتة على الطيران (TFR) في شكل إشعار للطيارين (NOTAM) والتي تكون سارية طوال مدة الحدث، عادةً بضعة أيام أو أسابيع. يتم إصدار (TFR) لحركة كبار الشخصيات مثل رحلات الرئيس خارج واشنطن العاصمة، والمخاطر السطحية للطيران مثل انسكاب الغازات السامة أو الانفجارات البركانية، والعروض الجوية، والأمن العسكري، والمناسبات الخاصة بما في ذلك الأحداث السياسية مثل مؤتمرات الحزب الوطنية. كما تم إصدار قوائم معدلات الخصوبة لضمان بيئة آمنة لعمليات مكافحة الحرائق في حالة حرائق الغابات ولأسباب أخرى حسب الضرورة. وسرعان ما تم إصدار معدل إجمالي الخصوم حول موقع تحطم طائرة كوري ليدل في مدينة نيويورك. في وقت لاحق، تم إصدار معدل الخصوبة الإجمالي الأوسع نطاقا لمطالبة الطيارين الذين يسافرون عبر النهر الشرقي للحصول على تصريح مراقبة الحركة الجوية.

#### المناطق المحظورة الدائمة
- ثورمونت، ماريلاند، موقع المعتزل الرئاسي كامب ديفيد (المنطقة المحظورة 40 أو P-40)
- أماريلو، تكساس، مصنع التجميع النووي بانتكس (P-47)
- مزرعة بوش بالقرب من كروفورد، تكساس (P-49)
- قاعدة إدواردز الجوية
- المنطقة 51
- مركز كنيدي للفضاء
- قاعدة الغواصة البحرية كينغز باي، جورجيا (P-50)
- القاعدة البحرية كيتساب، واشنطن (P-51)
- واشنطن العاصمة، مبنى الكابيتول الأمريكي، البيت الأبيض، والمرصد البحري (P-56)؛ راجع القيود الأخرى أدناه للحصول على معلومات حول جميع المناطق المحظورة النشطة في منطقة حظر الطيران في واشنطن العاصمة / بالتيمور.
- مجمع بوش بالقرب من كينيبانكبورت، مين (P-67)
- ماونت فيرنون، فيرجينيا، منزل جورج واشنطن (P-73)
- مانهاتن، مدينة نيويورك
- منطقة باونداري ووترز كانو البرية في شمال مينيسوتا (P-204، 205، و 206)

أصبحت القيود المؤقتة على حدائق ديزني الترفيهية دائمة مع إضافة لغة إلى مشروع قانون الإنفاق الفيدرالي لعام 2003. بالإضافة إلى ذلك، يحظر معدل الخصوبة الإجمالي غير المباشر الطيران تحت 3,000 قدم (910 م) فوق مستوى سطح الأرض وضمن 3 ميل بحري (5.6 كـم) نصف قطر الملاعب بسعة 30.000 أو أكثر، حيث تجري مباريات دوري كرة القاعدة الرئيسي أو الدوري الأمريكي لكرة القدم أو الدوري الوطني لكرة القدم الأمريكية أو NCAA Division I أو حدث رئيسي على الطريق السريع أو WrestleMania، من ساعة واحدة قبل الحدث إلى ساعة واحدة بعد الحدث.
كانت TFAs على الأماكن العامة والشركات مثيرة للجدل. وقد تساءلت المجموعات عما إذا كانت معدلات الخصوبة الإجمالية الأخيرة تخدم حاجة عامة، أو احتياجات مشغلي المواقع المرتبطين سياسياً.

#### قيود أخرى
بالإضافة إلى المناطق المحظورة على الطيران المدني، توجد مجموعة متنوعة من قيود المجال الجوي الأخرى في الولايات المتحدة. من أبرزها منطقة تقييد الطيران (FRZ) التي تشمل كل المجال الجوي حتى 18,000 قدم (5,500 م) في نطاق حوالي 15 ميل بحري (28 كـم) من مطار رونالد ريغان الوطني حول واشنطن العاصمة. الرحلات الجوية داخل هذا المجال الجوي، رغم أنها ليست محظورة تمامًا، فهي مقيدة للغاية. يتعين على جميع الطيارين الذين يسافرون داخل منطقة FRZ الخضوع لفحص الخلفية وأخذ بصمات الأصابع. تتطلب «منطقة قواعد الطيران الخاصة» الإضافية التي تشمل معظم منطقة العاصمة بالتيمور وواشنطن العاصمة تقديم خطة طيران والتواصل مع مراقبة الحركة الجوية.

## روابط خارجية
- دليل معلومات الطيران FAA